# Eri-TV
Eri-TV или EriTV, также известная как Eritrean Television — государственная телевизионная сеть в Эритрее, расположенный в столице Эритреи — в городе Асмэра, управляемая Министерством информации Государства Эритрея. Включает в себя три основных телеканала: Eri-TV (Eri-TV1), Eri-TV2 и Eri-TV3, вещающие круглосуточно, а также еще семь тематических телеканалов: ERI-News, ERI-Culture, ERI-Education, ERI-Diaspora, ERI-Sport, ERI-Movie и ERI-Children. Телевизионная сеть Eri-TV является единственной телекомпанией в Эритрее. Аудитория Eri-TV внутри Эритреи составляет около 6 миллионов человек, и ещё несколько миллионов человек смотрят Eri-TV за пределами Эритреи, в основном в соседних к Эритрее странах, в странах с эритрейской диаспорой (мигранты, иммигранты и беженцы), например в США и Канаде, в странах Европы и Ближнего Востока. Eri-TV вещает через ряд спутников, обслуживающих различные части земли. Начал вещание с января 1960 года (возможно тогда, название телеканала было другим), ещё во времена Эфиопской империи, в которую тогда входила нынешняя Эритрея. Приобрел нынешний формат и вид в 1993 году, сразу после обретения независимости Эритреей по итогам войны за независимость.
Собственно телеканал Eri-TV, также известный под названием Eri-TV1, вещает на весь мир, в основном на четырех языках: тигринья, тигре, арабском и английском, также вещает некоторые передачи на амхарском, оромо, сомалийском и итальянском языках. Тематика телеканала Eri-TV — универсальная.
Телеканал Eri-TV2 вещает только на территории Эритреи, и в приграничных к Эритрее территориях соседних стран (Эфиопия, Джибути, Судан и Йемен), также на вышеуказанных четырех основных языках, плюс некоторые передачи выходят на амхарском, оромо и сомалийском языках. Телеканал Eri-TV2 вещает в основном фильмы, сериалы и музыку, как отечественные, так и зарубежные, различные развлекательные, общественные и новостные передачи. Телеканал Eri-TV3 вещает в основном новости и спортивные соревнования и матчи, также на четырех основных языках. В 2011 году было объявлено о запуске семи тематических телеканалов Eri-TV: ERI-News, ERI-Culture, ERI-Education, ERI-Diaspora, ERI-Sport, ERI-Movie и ERI-Children.